# Philebos

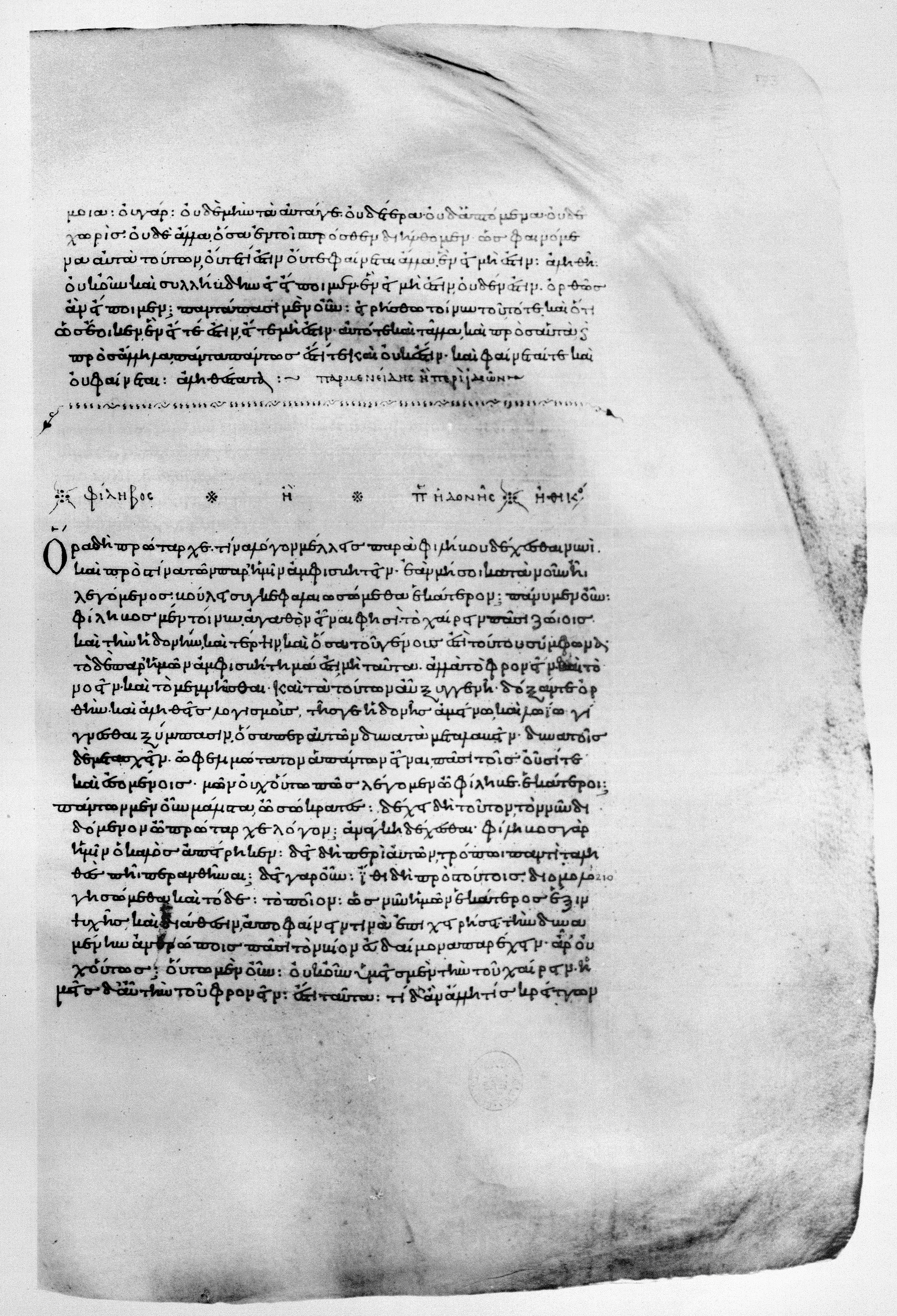
Der Anfang des Philebos in der ältesten erhaltenen mittelalterlichen Handschrift, dem 895 geschriebenen Codex Clarkianus (Oxford, Bodleian Library, Clarke 39)

Der Philebos (altgriechisch Φίληβος Phílēbos, latinisiert Philebus) ist ein in Dialogform verfasstes Werk des antiken griechischen Philosophen Platon. Wiedergegeben wird ein fiktives Gespräch von Platons Lehrer Sokrates mit den beiden jungen Athenern Philebos und Protarchos. Das Hauptthema ist die ethische Bewertung der Lust.
Philebos und Protarchos sind Hedonisten, sie betrachten die Lust als höchsten Wert und setzen sie mit dem schlechthin Guten gleich. Sokrates vertritt die Gegenposition, für ihn haben Vernunft und Einsicht Vorrang. Die Berechtigung und den Wert der Lust bestreitet er zwar nicht, doch zeigt er die Verschiedenartigkeit der Lüste auf und tritt für eine differenzierte Beurteilung ein. Er verwirft manche Arten der Lust, da sie schädlich seien, und billigt den übrigen, den „reinen“ Lüsten, nur einen untergeordneten Rang in der hierarchischen Wertordnung zu. Die Unterscheidung zwischen den Lustarten führt zu allgemeinen Überlegungen über die Einheit und Vielheit von Arten, die unter einem Oberbegriff zusammengefasst werden, und über die Gattungen, in die sich alles Seiende aufteilen lässt.
Lust und Unlust treten im menschlichen Leben in verschiedenen Erscheinungsformen und Mischungsverhältnissen auf. Sokrates untersucht die Ursachen, die Entstehung und die Beschaffenheit dieser Faktoren und ihrer wechselnden Kombinationen, die verschiedenartige Gemütszustände ergeben. Die Besonderheiten der einzelnen Lustformen werden herausgearbeitet und die Gründe für deren unterschiedliche Bewertung dargelegt. Am Ende des Dialogs präsentiert Sokrates eine universale Wertordnung. Darin nimmt das richtige Maß, die Verhältnismäßigkeit, den obersten Platz ein und die Lust – soweit sie berechtigt ist – den untersten. Schädliche Lüste sind zu meiden. Die rechte Mischung der erwünschten Faktoren soll ein gelungenes Leben ermöglichen und einen ausgeglichenen Gemütszustand herbeiführen. Protarchos sieht das ein, Philebos äußert sich nicht mehr.
Der Philebos, in dem neben dem Kernthema eine Reihe weiterer philosophischer Fragen zur Sprache kommt, gilt als einer der anspruchsvollsten Dialoge Platons. In der modernen Forschung findet besonders die von Sokrates vorgenommene Einteilung alles Seienden in vier Klassen viel Beachtung. Erörtert wird unter anderem das Verhältnis dieser Klassifizierung zu Platons Ideenlehre und zu seiner „ungeschriebenen Lehre“ oder Prinzipienlehre.

## Ort, Zeit und Teilnehmer

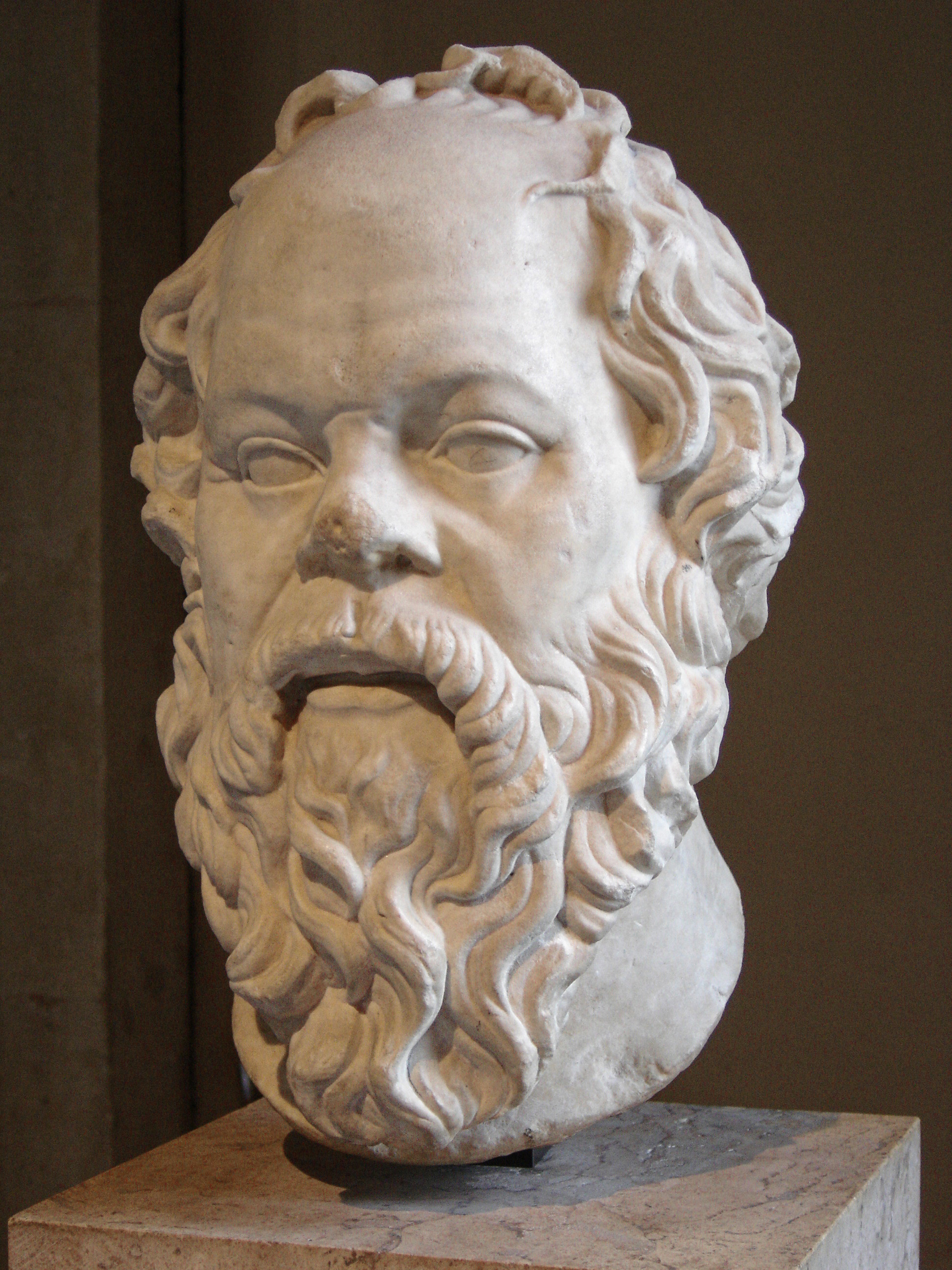
Sokrates (römische Büste, 1. Jahrhundert, Louvre, Paris)

Im Gegensatz zu manchen anderen platonischen Dialogen ist der Philebos nicht als Erzählung eines Berichterstatters gestaltet. Das Dialoggeschehen ist nicht in eine Rahmenhandlung eingebettet, sondern setzt unvermittelt ein. Über Ort, Zeit und Anlass des Gesprächs erfährt man nichts. Als Schauplatz kommt jedenfalls nur Athen, die Heimatstadt des Sokrates, in Betracht. Außer den drei Gesprächspartnern Sokrates, Protarchos und Philebos ist noch eine Schar von jungen Männern anwesend, die aber nur schweigend zuhören. Es sind offenbar Bewunderer des Philebos, dessen Schönheit in dem homoerotisch geprägten Milieu geschätzt wird. Philebos spielt nur eine unwesentliche Nebenrolle, obwohl der Dialog nach ihm benannt ist. Die Debatte findet zwischen Sokrates und Protarchos statt.
Sokrates ist wie in den meisten platonischen Dialogen die Hauptfigur, der sachkundige Philosoph, der die Debatte lenkt und dominiert und den anderen zu Erkenntnissen verhilft. Im Unterschied zu den frühen Dialogen, wo er sich mit seiner eigenen Ansicht zurückhält und seine Gesprächspartner mit zielführenden Fragen auf neue Gedanken bringt, entwickelt er hier eine eigene Theorie. Da der Dialog eine literarische Fiktion ist, darf das Konzept, das Platon Sokrates in den Mund legt, nicht als Position des historischen Sokrates aufgefasst werden, wenngleich die ethische Einstellung der Dialogfigur der Grundhaltung ihres realen Vorbilds ungefähr entsprechen dürfte.
Philebos ist jung, eher ein Jugendlicher als ein junger Mann. Für die Existenz eines historischen Bekannten des Sokrates namens Philebos gibt es außerhalb des Dialogs keinen Beleg. Es ist gut möglich, dass es sich um eine frei erfundene Gestalt handelt. Dafür spricht, dass kein historischer Träger dieses Namens bekannt ist und es sich um einen sprechenden Namen handelt, der zu der Figur passt („Jugendliebhaber“ oder „Freund der Jugendlust“). Weitere Indizien für Fiktionalität sind, dass der Name seines Vaters nicht genannt wird und Platon ihm kein Profil gegeben hat, das eine historische Einordnung ermöglichen könnte. Auffällig ist, dass Philebos zwar die Titelgestalt ist und die Ausgangsthese aufstellt, aber die Verteidigung der These Protarchos überlässt, während er selbst sich ausruht und zuhört. Nur selten und kurz ergreift er das Wort, und am Schluss nimmt er die Widerlegung seiner These kommentarlos hin. Er ist träge und nur an Genuss interessiert und scheut die gedankliche Anstrengung einer Debatte. Seine Weltanschauung ist einfach. Mit seinem Auftreten und seiner ganzen Haltung entspricht er dem negativen Bild eines untüchtigen, selbstzufriedenen und unbelehrbaren Hedonisten, das der Autor dem Leser vor Augen stellen will. Möglicherweise hat ihm Platon Züge des Mathematikers und Philosophen Eudoxos von Knidos verliehen. Eudoxos, ein jüngerer Zeitgenosse Platons, war Hedonist, und die Hedonismuskritik im Philebos war einer Forschungshypothese zufolge gegen seine Lehre gerichtet. Allerdings zeigt Platons Philebos weniger Intelligenz und Interesse am Gedankenaustausch, als man von einem fähigen Wissenschaftler wie Eudoxos erwarten würde. Wiederholt wird seine Schönheit hervorgehoben. Zu seiner erotischen Attraktivität passt sein besonderes Verhältnis zur Liebesgöttin Aphrodite, der er den Namen der Lust (Hedone) gibt; offenbar ist er der Ansicht, mit seinem Bekenntnis zum Hedonismus im Sinne der Göttin zu handeln. Der Umstand, dass sich Philebos nicht an der philosophischen Untersuchung beteiligt, deutet darauf, dass er ein irrationales Prinzip verkörpert, das als solches nicht Rechenschaft gibt.
Bei Protarchos wird in der Forschung die Wahrscheinlichkeit, dass es sich um eine historische Person handelt, höher eingeschätzt als bei Philebos, doch bestehen auch in diesem Fall Zweifel. Im Dialog nennt ihn Sokrates „Sohn des Kallias“. Ob damit der reiche Athener gemeint ist, der in der Forschungsliteratur „Kallias III.“ genannt wird, ist umstritten. Dorothea Frede glaubt, dass Protarchos einer der beiden Söhne Kallias’ III. war, die in Platons Apologie erwähnt werden. Sie wurden, wie Platons dortigen Angaben zu entnehmen ist, von dem Sophisten Euenos von Paros unterrichtet. Im Philebos spricht Protarchos respektvoll von dem berühmten Rhetoriklehrer Gorgias und gibt sich als dessen eifriger Schüler zu erkennen. Möglicherweise ist Platons Protarchos mit einem Autor – offenbar einem Rhetor – dieses Namens zu identifizieren, den Aristoteles zitiert.
Als Dialogfigur ist Protarchos ebenso wie Philebos ein Vertreter der Athener Oberschicht, in der zur Zeit des Sokrates Bildungsbemühungen Wertschätzung fanden und auch philosophische Themen auf Interesse stießen. Im Gegensatz zu Philebos erweist sich Protarchos als lernwillig und flexibel. Er tritt bescheiden auf und ist bereit, seine hedonistische Weltanschauung einer unvoreingenommenen Prüfung unterziehen zu lassen, während Philebos schon zu Beginn verkündet, dass er seine Meinung keinesfalls ändern wird. Schließlich lässt sich Protarchos von Sokrates überzeugen, nachdem er längere Zeit versucht hat, seine Position zu verteidigen.

## Inhalt

### Die Erarbeitung der Voraussetzungen
Die Ausgangssituation
Die Darstellung setzt unvermittelt in einem bereits laufenden Gespräch ein. Philebos hat die These aufgestellt, das Gute und Erstrebenswerte sei für alle Lebewesen das Vergnügen oder die Lust (hēdonḗ). Die Lust führe den Zustand der Eudaimonie („Glückseligkeit“) herbei und bewirke damit ein gelungenes Leben. Sokrates hat das bestritten und für die Gegenthese plädiert, es gebe Wichtigeres und Vorteilhafteres: Vernunft, Erkenntnis und Erinnerung, eine richtige Auffassung und wahrheitsgemäßes Überlegen. Beim Versuch, sich damit auseinanderzusetzen, ist Philebos ermüdet. Erschöpft überlässt er nun Protarchos die Aufgabe, den gemeinsamen Standpunkt der beiden gegen die Kritik des Sokrates zu verteidigen. Protarchos will ergebnisoffen diskutieren, Philebos hingegen erklärt unumwunden, er werde auf jeden Fall immer am Vorrang der Lust festhalten.
Lust und Lüste
Sokrates beginnt seine Kritik an der Lustverherrlichung mit dem Hinweis, es handle sich bei der Lust gar nicht um eine einfache, einheitliche Gegebenheit. Vielmehr gebe es vielfältige und sogar ungleichartige Phänomene, die unter diesem Begriff zusammengefasst würden. Die Lust eines ausschweifenden Menschen sei nicht mit der eines besonnenen vergleichbar und die eines vernünftigen nicht mit der eines Wirrkopfs. Dem hält Protarchos entgegen, die Ursachen der angenehmen Gefühle seien zwar entgegengesetzte Sachverhalte, die Wirkung sei aber stets dieselbe. Er meint, Lust sei immer einfach Lust und immer gut. Sokrates stellt einen Vergleich mit dem Begriff „Farbe“ an: Sowohl Schwarz als auch Weiß seien Farben, und doch sei das eine das genaue Gegenteil des anderen. Analog gebe es gegensätzliche Lüste; manche seien schlecht, andere gut. Das räumt Protarchos zunächst nicht ein. Erst als Sokrates auch das von ihm favorisierte Gut, die Erkenntnis, als uneinheitlich bezeichnet, gibt Protarchos die Vielfalt der Lüste zu, da nun seine Position durch diese Sichtweise nicht benachteiligt wird.
Einheit und Vielheit
Das allgemeine Problem, auf das die Gesprächspartner gestoßen sind, ist das Verhältnis von Einheit und Vielheit, eines der Kernthemen der platonischen Philosophie. Es fragt sich, wie es möglich ist, dass die Lüste oder die Erkenntnisse einerseits verschiedenartig sind, andererseits aber doch eine Einheit bilden, die jeweils den gemeinsamen Begriff rechtfertigt. Dabei geht es nicht um die einzelnen konkreten Phänomene, deren offenkundige Mannigfaltigkeit trivial ist, sondern um das Allgemeine, das ihnen zugrunde liegt, also um Begriffe wie „der Mensch“, „das Schöne“ oder „das Gute“ und deren Unterteilungen.
In der platonischen Ideenlehre, auf die Sokrates hier anspielt, werden solche Begriffe als „platonische Ideen“ aufgefasst, das heißt als eigenständig existierende, unveränderliche metaphysische Gegebenheiten. Die Ideen sind verursachende Mächte, sie rufen in der sichtbaren Welt die ihnen jeweils entsprechenden Phänomene hervor. Hierbei zeigt sich aber ein fundamentales Problem dieses platonischen Modells: Einerseits gelten die einzelnen Ideen als separate, einheitliche, unwandelbare Entitäten, sind also sowohl voneinander als auch von den sinnlich wahrnehmbaren Erscheinungen strikt getrennt, andererseits hängen sie dennoch mit dem Bereich der Sinnesobjekte eng zusammen und sind dort irgendwie anwesend, denn sie bewirken die Existenz und die Beschaffenheit von allem, was dort entsteht und vergeht. Die platonische Idee ist eine stabile, begrenzte Einheit und erscheint zugleich als grenzenlose Vielheit, vereinigt also Gegensätze. Das erscheint paradox und soll nun begreiflich gemacht werden.
Die Einsicht, dass die Dinge aus Einem und Vielem bestehen und dass in ihnen Begrenzung mit Unbegrenztheit zusammentrifft, nennt Sokrates ein Geschenk der Götter. Dabei erinnert er an den mythischen Prometheus, dem die Menschen nach der Sage das Feuer verdanken. Dem Philosophen ist die Aufgabe gestellt, die Struktur der von Einheit und Vielheit gebildeten Gesamtrealität zu untersuchen und zu beschreiben. Dabei kommt es auf Genauigkeit an. Es genügt nicht, den Übergang von abgegrenzter Einheit zu unbegrenzter Vielheit als Sachverhalt festzustellen. Vielmehr ist die Anzahl der Zwischenstufen, des mittleren Bereichs zwischen dem absolut einheitlichen Einen und der Welt der Grenzenlosigkeit zu ermitteln. Wenn der Zwischenbereich richtig erkundet wird, erforscht man die Wirklichkeit sachgemäß auf philosophische Weise. Anderenfalls verirrt man sich in den fruchtlosen Spitzfindigkeiten, die für streitlustige Debattierer zum Selbstzweck werden.
Die Erforschung der abgestuften Wirklichkeit

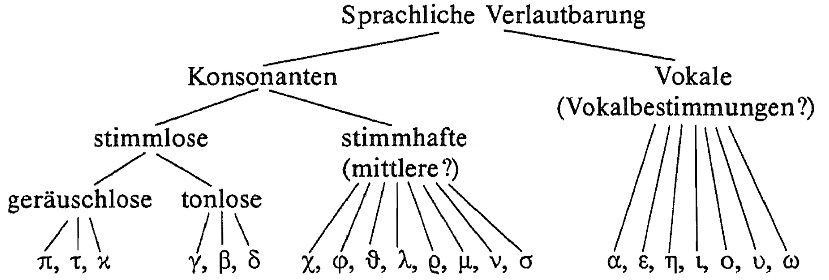
Einteilung der Buchstaben (Philebos 18b–d; Schema nach Dorothea Frede)

Sokrates veranschaulicht das Gemeinte anhand von Beispielen. „Sprachlaut“ und „Ton“ sind allgemeine Begriffe, die eine unbegrenzte Vielfalt von einzelnen akustischen Phänomenen umfassen. Sprache besteht aus Lauten, Musik aus Tönen. Wem nur die Allgemeinbegriffe „Laut“ und „Ton“ und die Existenz einer Fülle von entsprechenden Einzelphänomenen bekannt sind, der besitzt noch keinerlei brauchbares Wissen. Sprachkundlich oder musikalisch kompetent ist nur, wer über die Anzahl und die Arten der relevanten Laute oder Töne Bescheid weiß, wer also die einzelnen Elemente der jeweiligen Menge vollständig und korrekt klassifizieren kann. Zu diesem Zweck geht man vom allgemeinsten Oberbegriff aus, der Gattung „Sprachliche Verlautbarung“ oder „Ton“. Man stellt fest, aus welchen Untergattungen diese Gattung besteht und wie diese wiederum in Arten und Unterarten zerfallen. So schreitet man vom Allgemeinen zum Besonderen voran und erfasst die Struktur des betreffenden Wissensgebiets. Auf dem Gebiet der sprachlichen Laute beispielsweise stellt sich heraus, dass sie in Konsonanten und Vokale zerfallen. Bei den Konsonanten sind stimmlose und stimmhafte zu unterscheiden, und die stimmlosen weisen wiederum zwei Unterarten auf. Auf der untersten Ebene gelangt man dann zu den einzelnen Lauten, die nicht weiter unterteilbar sind. Man findet heraus, wie viele von ihnen es gibt und zu welchen Klassen sie jeweils gehören. Analog ist mit den Oberbegriffen „Lust“ und „Einsicht“ (oder „Vernunft“) zu verfahren, wenn man sachkundig werden will. Dieses System der methodisch durchgeführten Begriffseinteilung ist heute unter der Bezeichnung Dihairesis (Dihärese) bekannt.
Die Einordnung von Lust und Vernunft in ein Klassifikationssystem
Zunächst bringt Sokrates allerdings noch eine andere Überlegung vor, mit der er auf die Ausgangsfrage nach der Rangordnung der Güter zurückkommt. Er schlägt vor, die Möglichkeit zu prüfen, dass weder die Lust noch die Vernunft das höchste Gut ist, sondern ein Drittes, das beiden überlegen ist. Das höchste Gut kann nur „das Gute“ sein, das schlechthin Gute, das von nichts übertroffen wird und dem zur Vollkommenheit nichts fehlt. Dies kann aber weder auf die Lust noch auf die Vernunft zutreffen. Ein angenehmes Leben ohne Verstandesfunktion wäre dem eines niederen Tieres ähnlich, das sich weder der Vergangenheit noch der Zukunft bewusst ist und nicht einmal sein gegenwärtiges Wohlbefinden zu schätzen weiß, und ein vernünftiges Leben ohne Empfindungsfähigkeit erscheint nicht als erstrebenswert. Benötigt werden somit beide Faktoren, und keiner von beiden kann mit dem schlechthin Guten gleichgesetzt werden. Zu klären bleibt, welcher von ihnen wertvoller ist. Protarchos befürchtet, dass die Lust schlecht abschneiden wird, will aber nicht von dem Bemühen um Wahrheit ablassen.
Bevor die neue Untersuchung beginnen kann, ist die allgemeine Frage nach der Klassifikation der Gesamtheit des Seienden zu klären. Die gesamte Wirklichkeit lässt sich in vier Gattungen einteilen: das Unbegrenzte (ápeiron) oder die Grenzenlosigkeit, die Begrenzung (péras) oder das Grenzartige, das aus diesen beiden Zusammengemischte und die Ursache der Vermischung. Alles beliebig Steigerungs- und Verminderungsfähige wie „warm“ und „kalt“, „groß“ und „klein“, „schnell“ und „langsam“ zählt zur Gattung des Unbegrenzten, während Gleichheit und alle mathematisch ausdrückbaren Gegebenheiten als bestimmte Größen zum Grenzartigen gehören. Die Mischung dieser beiden Gattungen kommt dadurch zustande, dass dem seiner Natur nach Unbegrenzten bestimmte Grenzen gesetzt werden und so von Zahlen abhängende Strukturen entstehen. Beispielsweise entsteht Musik durch eine bestimmte Mischung von Hohem und Tiefem, Schnellem und Langsamem, die auf Zahlenverhältnissen beruht. Auch die Gesundheit ist eine bestimmte Mischung von Faktoren, die für sich allein genommen Exzess und Krankheit bewirken würden. Solche Mischungen erfolgen nicht willkürlich und beliebig, sondern sind geordnet und maßvoll. Ihre Ursache – die vierte Gattung – ist das, was das tendenziell Unbegrenzte durch Maß und Ordnung bändigt, für die richtigen Mischungsverhältnisse sorgt und damit alles Schöne und Wertvolle erzeugt.
In diese Klassifizierung werden nun Lust und Unlust eingeordnet. Mit „Lust“ sind alle angenehmen Gefühle gemeint, mit „Unlust“ alle unangenehmen. Beide zählen zum beliebig Steigerungsfähigen und somit Unbegrenzten. Das aus ihnen gemischte menschliche Leben ist der dritten Gattung zuzurechnen, den durch Begrenzung von Unbegrenztem entstandenen Dingen. Der Vernunft kommt die Aufgabe zu, für das richtige Mischungsverhältnis zu sorgen. Somit gehört sie zur vierten Gattung, zu den Ursachen der Mischung, die dem Ungeordneten und Maßlosen Struktur verleihen. Dies gilt nicht nur für die Vernunft im Menschen, sondern analog auch für die Vernunft, die im gesamten Kosmos waltet und ihn ordnet. Die Weltvernunft sorgt beispielsweise für die regelmäßigen Bewegungen der Himmelskörper und den Wechsel der Jahreszeiten. Vernünftig kann nur Beseeltes sein; wie im Menschen die Vernunft eine Seele voraussetzt, muss auch der vernünftig und schön geordnete Kosmos eine Seele, die Weltseele, aufweisen.

### Die nähere Untersuchung von Lust und Unlust
Zwei Hauptarten von Lust und Unlust
Mit dem nächsten Untersuchungsschritt kehrt Sokrates zur Frage nach den Arten der Lust und der Unlust zurück. Dabei geht er von der Entstehung beider Zustände des menschlichen Gemüts aus. Deren Ursache sieht er in der Gattung. Damit meint er nicht die Gattung, zu der Lust und Unlust gehören, sondern diejenige des Gemüts, denn das Gemüt ist der Ort beider Zustände, insoweit sie im Menschen konkret auftreten. Das Gemüt zählt zur Gattung der durch Begrenzung von Unbegrenztem entstandenen, also durch Mischung charakterisierten Dinge. In den Lebewesen hat die Natur durch vernünftiges Zusammenmischen und Begrenzen von tendenziell unbegrenzten Faktoren eine harmonische Ordnung erzeugt. Diese zeigt sich unter anderem in der Gesundheit. Ein solcher harmonischer Zustand ist weder von Lust noch von Unlust geprägt. Beide treten erst auf, wenn die Harmonie gestört wird und sich auflöst. Jede solche Störung wird als Schmerz empfunden; ihre Behebung wird als Rückkehr zur natürlichen Harmonie von einem Lustgefühl begleitet. Beispielsweise sind Hunger und Durst Formen von Unlust, die aus Mangelzuständen – Störungen einer natürlichen Balance – resultieren; ihre Beseitigung durch Behebung des Mangels ist mit Lust verbunden. Ebenso ruft ein widernatürliches Übermaß an Hitze oder Kälte Unlust hervor, während die Rückkehr zur Harmonie durch Abkühlung bzw. Erwärmung ein angenehmes Gefühl bewirkt.
Bei den genannten Erscheinungen handelt es sich um eine erste Art von Lust und Unlust, die von aktuellen körperlichen Verhältnissen hervorgerufen wird. Eine zweite Art entsteht in der Seele durch die bloße Erwartung von Lustvollem und Schmerzhaftem; ihre Ursache ist die Erinnerung an entsprechende Erfahrungen. Ferner ist zu beachten, dass es auch einen dritten Zustand neben dem lustvollen und dem schmerzvollen gibt. Das ist der harmonische und ungestörte, bei dem Lust und Unlust nicht im Übermaß vorkommen. Das Vermeiden starker Schwankungen zwischen Vergnügen und Schmerz ist für eine von der Vernunft geprägte Lebensweise charakteristisch.
Anschließend wendet sich Sokrates der Art von Lust und Unlust zu, die keine Reaktion auf aktuelle körperliche Vorgänge ist. Sie wird von Vorstellungen ausgelöst, die sich aus der Erinnerung ergeben. Hier geht es um eine Lust, die von der Seele allein ohne den Körper erzeugt wird. Die Seele sucht in der Welt ihrer Erinnerungen und Vorstellungen nach Lust. Solches Streben äußert sich als Begierde nach etwas. Begierde ist immer ein Erstreben des Gegenteils des gegenwärtigen Zustands; Leere ruft das Bedürfnis nach Fülle hervor. Das Gegenteil muss man bereits kennen, um es erstreben zu können. Dazu ist nur die Seele in der Lage, denn nur sie verfügt über Erinnerungen. Der Körper ist auf die Gegenwart beschränkt und kann daher nichts begehren. Somit sind alle Begierden rein seelischer Natur.
Wahrheit und Einbildung bei Lust und Unlust
Als Nächstes wird die Mischung von Lust und Unlust näher ins Auge gefasst. Dabei stellt sich die Frage, was diese Empfindungen mit Realität und Illusion zu tun haben.
Durch das Zusammentreffen von Empfindungen, die vom Körper ausgelöst werden, mit rein seelisch bedingten Gefühlen entstehen unterschiedliche Mischungen von Lust und Schmerz. Wenn jemand unter einem körperlichen Mangelzustand – einer „Leere“ – leidet, wird sein Schmerz durch seine gleichzeitigen Vorstellungen entweder gelindert oder verstärkt, je nachdem, ob er die Wiedererlangung der ersehnten Fülle erwartet oder die Erinnerung an die Fülle mit Hoffnungslosigkeit verbunden ist. Vorstellungen und Erwartungen, die Gefühle erzeugen, können realistisch oder irrig sein. Somit weisen sie jeweils ein bestimmtes Verhältnis zu Wahrheit und Unwahrheit auf. Ebenso stehen nach Sokrates’ These auch die von ihnen hervorgerufenen Empfindungen von Lust und Unlust in einer Beziehung zu Wahrheit und Unwahrheit. Das bedeutet, dass es „wahre“ und „falsche“ Lust gibt. Eine im Traum oder im Wahnsinn erlebte Lust ist von anderer Qualität als eine, die einen Bezug zur Wirklichkeit hat. Man muss zwischen begründeter und illusorischer Lust und Unlust unterscheiden; eine Lust auf illusorischer Basis ist falsch, ihr fehlt der Wahrheitsbezug. Protarchos sieht das anders. Für ihn hat Lust immer dieselbe Beschaffenheit, mag ihre Ursache real oder nur eingebildet sein. Eine Meinung kann falsch sein, Lust hingegen ist immer durch ihre bloße Existenz „wahr“.
Allerdings gibt Protarchos zu, dass sowohl Meinungen als auch Lüsten die Eigenschaft Schlechtigkeit zukommen kann. Davon geht die Gegenargumentation des Sokrates aus, der Analoges für die Falschheit behauptet: Wie eine Meinung kann auch eine Freude oder ein Schmerz verfehlt sein. Bei den Meinungen hängen die Qualitäten „falsch“ und „richtig“ vom Wahrheitsgehalt ab. Diese Bestimmung will Sokrates auf die zugehörigen Empfindungen übertragen: Es ist möglich, Vergnügen oder Schmerz über etwas nur deswegen zu empfinden, weil man sich darüber irrt. Dann hat man nicht nur eine falsche Meinung darüber, sondern auch das Vergnügen oder der Schmerz beruht auf einer falschen Voraussetzung, ist verfehlt und somit „falsch“. Das lehnt Protarchos ab. Er hält daran fest, dass nur die Meinung falsch sei. Die Lust ebenfalls „falsch“ zu nennen findet er abwegig.
Meinungen ergeben sich, wie Sokrates nun ausführt, aus dem Vergleich von Wahrnehmungen mit Erinnerungen an frühere Wahrnehmungen. Dieser Vergleich kann aber fehlgehen; Wahrnehmungen und die Erinnerungen an sie können irrtumsbehaftet sein. Sokrates vergleicht die Seele, in der die Erinnerungen aufgezeichnet sind, mit einem Buch, das wahre und falsche Berichte enthält, die ein Schreiber dort aufgezeichnet und ein Maler illustriert hat. Die Aufzeichnungen im Gedächtnis samt den Bildern lösen in der Seele, die sie betrachtet, Hoffnungen und Befürchtungen, angenehme und unangenehme Gefühle aus. Da aber manche Aufzeichnungen falsch sind und vieles von dem Erhofften oder Befürchteten nicht eintreten wird, ist auch die von solchen Erinnerungen und Erwartungen erzeugte Lust und Unlust illusorisch. Ebenso wie eine unzutreffende Meinung hat sie kein Korrelat in der Realität und ist somit falsch. Schlechte Menschen haben falsche Aufzeichnungen, sie leben in Illusionen und ihre Freuden sind „falsch“, denn sie sind nur lächerliche Nachahmungen wahrer Freuden. Die Schlechtigkeit schlechter Lüste beruht auf ihrer Falschheit. Protarchos stimmt einem Teil dieser Überlegungen zu, widerspricht aber der letzten These: Ihm leuchtet nicht ein, dass Schlechtigkeit zwangsläufig auf Falschheit zurückzuführen sein soll. Aus seiner Sicht können Lust und Unlust zwar schlecht sein, insoweit sie mit Schlechtem zusammenhängen, aber diese Schlechtigkeit ist nicht wie bei den Meinungen eine Folge ihrer Falschheit, sie besteht nicht in einem bestimmten Verhältnis zu Wahrheit und Unwahrheit.
Darauf bringt Sokrates ein neues Argument vor. Er weist darauf hin, dass das Urteil über die Stärke von Lüsten und Schmerzen davon abhängt, welchen Gesichtspunkt man ihnen gegenüber einnimmt, wenn man sie vergleichend einschätzt. Diese Abhängigkeit von der Perspektive vergleicht er mit optischen Täuschungen, um zu zeigen, dass es bei Lüsten ebenso wie bei Sinneseindrücken Falsches geben kann.
Lustvolles, leidvolles und maßvolles Leben
Nun wählt Sokrates einen neuen Ansatz. Den Ausgangspunkt bildet die Beobachtung, dass nur relativ starke körperliche Veränderungen wahrgenommen werden und Lust und Unlust hervorrufen. Daher gibt es nicht nur ein lustgeprägtes und ein leidgeprägtes Leben, sondern auch eine dritte, neutrale Lebensweise, bei der Lust und Schmerz kaum in Erscheinung treten, da die Schwankungen des Körperzustands schwach sind. Mit dieser Feststellung wendet sich Sokrates gegen die Lehre bestimmter einflussreicher Philosophen, die nur zwischen Lust und Unlust unterscheiden und behaupten, die Lust bestehe in nichts anderem als der Schmerzlosigkeit oder der Freiheit von Unlust, also im neutralen Zustand. Indem diese Denker die Lust als bloße Abwesenheit von Unlust definieren, billigen sie ihr keine eigenständige Realität zu. Damit erweisen sie sich als die schärfsten Gegner des Hedonismus.
Eine Argumentation der lustfeindlichen Philosophen könnte lauten: Die stärksten Formen von Lust und Unlust erzeugen die größten Begierden. Kranke erleben schwerere Mangelzustände als Gesunde. Daher haben sie heftigere Begierden und verspüren bei deren Befriedigung stärkere Lust. Ihre Lust übertrifft zwar nicht der Menge nach, aber der Intensität nach die der Gesunden. Ebenso verhält es sich mit den Ausschweifenden, die zum Exzess neigen: Ihre Lust ist intensiver als die der Besonnenen und Maßvollen, die nichts übertreiben. Das bedeutet: Ein schlechter Zustand von Körper und Seele ermöglicht die größte Lust. Somit hat die Lust ihren Ursprung nicht in der Vortrefflichkeit (aretḗ), sondern in deren Gegenteil.
Zwecks Prüfung des Arguments fasst Sokrates zunächst die drei Lustarten ins Auge: die nur körperlich bedingten, die rein seelischen und die, die von beiden Faktoren bewirkt werden. Dabei zeigt sich, dass bei allen drei Typen die intensivsten Lüste keineswegs besonders rein – also frei von Unlustaspekten – sind. Vielmehr sind sie alle durch eine erhebliche Unlustbeimischung gekennzeichnet. Bei den rein seelischen Lüsten kann man dies gut im Theater beobachten, etwa bei einer Tragödie, wo die Zuschauer zugleich Tränen vergießen und sich freuen. Auch in der Komödie tritt die Mischung zutage: Das Publikum lacht, verspürt also Lust, aber das Vergnügen beruht auf Missgunst, einer negativen Emotion, die eine Form von Unlust darstellt. Es handelt sich um Freude über ein Übel. Man freut sich darüber, dass die Theaterfiguren lächerlich sind und ihrer Unwissenheit und Unfähigkeit zum Opfer fallen. So mischen sich Lust und Unlust. Das geschieht nicht nur beim Betrachten des Geschehens im Theater, sondern auch in der Tragödie und Komödie des Lebens. Wie mit der Missgunst verhält es sich auch mit Gefühlen wie Zorn, Sehnsucht, Trauer, Furcht und Eifersucht. Sie alle sind nicht rein, sondern aus Lust und Unlust gemischt.
Sokrates hat gezeigt, dass viele vom Menschen begehrte Genüsse – besonders die intensivsten – nicht als Zustände reiner Lust zu erklären sind, sondern jeweils auf einer bestimmten Mischung von Lust und Unlust beruhen. Auch unter diesem Gesichtspunkt erweist sich die Bezeichnung „falsche Lust“ als berechtigt. Wahr oder echt sind demnach nur reine Lüste, also Lüste, die weder aus der Beseitigung einer Unlust entstehen noch selbst eine Beimischung von Unlust aufweisen. Die reinen Lüste bestehen, wie Sokrates nun ausführt, keineswegs in der Abwesenheit von Unlust, sondern haben eine eigene Realität und Beschaffenheit. Sie beziehen sich beispielsweise auf schöne Farben und Gestalten sowie auf angenehme Gerüche und Töne. Hierzu gehört auch die Freude am Lernen, am Gewinn von Erkenntnissen. Solche Freuden sind im Gegensatz zu den heftigen Lüsten maßvoll. Sokrates betont, dass es nur auf die Reinheit der Lust, nicht auf ihre Menge oder Intensität ankomme; die geringste reine Lust sei angenehmer, schöner und wahrhaftiger als die größte unreine.
Die Vergänglichkeit der Lust
Sokrates schneidet nun ein weiteres Thema an: das Verhältnis der Lust zum Sein und zum Werden. Damit bezieht er sich auf die philosophische Unterscheidung zwischen dem ewigen, vollkommenen und autarken Seienden einerseits und dem vergänglichen, unvollkommenen und abhängigen Werdenden andererseits. Das Seiende ist Ursache, das Werdende wird verursacht. Alle Lust entsteht und vergeht. Da sie dem Bereich des Verursachten und Vergänglichen angehört, kommt ihr kein wahres Sein zu, sondern nur ein Werden. Daraus ist ihre Minderwertigkeit ersichtlich, denn alles Werdende und dem Verfall Ausgesetzte ist von Natur aus mangelhaft und hat immer Bedarf nach etwas anderem. Hier kehrt Sokrates zur Ausgangsfrage des Dialogs zurück. Sein Argument lautet: Alles Werdende ist auf ein ihm übergeordnetes Seiendes ausgerichtet. Das Werden ist kein Selbstzweck, sondern jeder Werdeprozess findet um eines Seins willen statt. Das Gute als höchster Wert kann somit nicht etwas sein, was um eines anderen willen entsteht, sondern nur das, um dessentwillen Werdendes entsteht. Damit meint Sokrates gezeigt zu haben, dass die Gleichsetzung der Lust mit dem Guten lächerlich ist. Er fügt noch weitere Argumente hinzu. Protarchos sieht die Schlüssigkeit der Beweisführung ein.

### Die Untersuchung der Vernunft
Nach der Untersuchung des Werts der Lust unterwirft Sokrates die Vernunft und das Wissen einer analogen Prüfung. Wiederum geht es um die Frage der „Reinheit“ und „Wahrheit“, hier bezogen auf die Genauigkeit und Zuverlässigkeit der Ergebnisse, welche die einzelnen Wissensgebiete – Handwerkskünste und Wissenschaften – liefern. Betrachtet man die Brauchbarkeit der Wissensgebiete unter diesem Aspekt, so zeigt sich die Überlegenheit der Fächer, in denen gerechnet und gemessen wird, über die weniger exakten, in denen man sich auf Beobachtung und Abschätzung verlassen muss. Zugleich ergibt sich, dass die reine Theorie, die von absoluten Gegebenheiten handelt, der Empirik, die sich nur mit Annäherungen befasst, prinzipiell überlegen ist. In diesem Sinne steht die reine Geometrie über der Baukunst als angewandter Geometrie.
Von ausschlaggebender Bedeutung für die Wissenschaftssystematik ist die Qualität der Herangehensweise. In dieser Hinsicht ist die Dialektik, die fachkundige, systematische Analyse nach den Regeln der Logik, allen anderen Wissenschaften überlegen. Ihr gebührt der Vorrang, weil sie die klarsten und genauesten Ergebnisse mit dem höchsten Wahrheitsgrad liefert. Ihr Objekt ist der Bereich des unwandelbaren Seins, dem absolute Reinheit und Wahrheit zukommt. Je unbeständiger etwas ist, desto ferner ist es der Wahrheit. Über Veränderliches kann es kein zuverlässiges Wissen geben.

### Die Rangordnung der Güter
Aus den bisherigen Überlegungen ergibt sich die Rangordnung der Güter. Die Vernunft ist dem Wahren, dem Wirklichen, dem absolut Guten näher als die Lust, daher steht sie in der Rangordnung über ihr. Allerdings ist die Vernunft nicht mit dem Guten identisch, denn sonst würde sie allein dem Menschen genügen und die Lust wäre überflüssig.
Bei der Bestimmung dessen, was hinsichtlich des menschlichen Lebens das Gute ist, greift Sokrates auf die bereits gewonnene Erkenntnis zurück, dass das Leben aus Lust und Unlust gemischt ist und es daher auf die richtige Mischung ankommt. Menschliches Leben ist eine Mischung unterschiedlicher Faktoren. Nun erhebt sich die Frage, welche Arten des Wissens in die Mischung aufgenommen werden sollen. Es stellt sich heraus, dass nicht nur das höchste und zuverlässigste Wissen, die reine Theorie, für ein gelungenes Leben benötigt wird, sondern auch manches empirische und technische Wissen trotz seiner Ungenauigkeit erforderlich ist. Da kein untergeordnetes Wissen jemals schaden kann, wenn das übergeordnete vorhanden ist, sind alle Wissensarten willkommen. Anders verhält es sich hingegen mit der Lust. Die größten und heftigsten Lüste sind sehr schädlich, da sie die Erkenntnisse zugrunde richten. Daher dürfen nur die „wahren“ Lüste, die rein sind und mit der Besonnenheit in Einklang stehen, zugelassen werden.
Nun ist zu untersuchen, was denn die gute, wertvolle Mischung, die ein gelungenes Leben ermöglicht, ausmacht. Es stellt sich die Frage, ob dieser ausschlaggebende Faktor eher der Lust oder der Vernunft verwandt ist. Sokrates hält die Antwort für einfach, ja sogar für trivial, denn jeder Mensch kenne sie: Die Qualität einer Mischung hänge immer vom richtigen Maß und der Verhältnismäßigkeit ab. Bei deren Fehlen herrsche immer ein verderbliches Chaos. Das rechte Maß offenbare sich in der Gestalt von Schönheit und Vortrefflichkeit. Außerdem müsse auf jeden Fall Wahrheit beigemischt werden. Im menschlichen Leben trete das Gute nicht unmittelbar in seiner Einheit in Erscheinung, es lasse sich aber als Schönheit, Angemessenheit und Wahrheit fassen. Die Wirksamkeit des Guten habe „bei der Natur des Schönen Zuflucht gefunden“.
Aus diesen Überlegungen ergibt sich schließlich die genaue Bestimmung der hierarchischen Rangordnung der Güter. Die Vernunft ist der Lust weit überlegen, da sie sowohl an der Wahrheit als auch am Maß und an der Schönheit mehr Anteil hat. Das höchste der Güter unterhalb des schlechthin Guten ist das rechte Maß, an zweiter Stelle folgt das Schöne, an dritter die Vernunft. Den vierten Rang nehmen die Wissenschaften, Künste und wahren Meinungen ein, den fünften die reinen Lüste. An diesem Befund ändert sich auch dann nichts, wenn alle Ochsen, Pferde und sonstigen Tiere zusammen für den Vorrang der Lust eintreten, indem sie ihr nachjagen. Protarchos stimmt dem auch im Namen des Philebos zu. Philebos äußert sich nicht mehr.

## Philosophischer Gehalt
Den Ausgangspunkt der Diskussion bildet die alte, schon bei Hesiod thematisierte Streitfrage, ob der Lust oder der Vernunft, Erkenntnis und Tugend der Vorrang gebührt. Platon beschränkt sich aber nicht auf die Klärung dieser Frage, sondern nimmt das Thema zum Anlass, eine philosophische Theorie der gesamten Wirklichkeit des Seienden und des Werdenden zu skizzieren.
Ein Hauptgedanke, der im Philebos herausgearbeitet wird, ist die außerordentliche Bedeutung des Maßes. Die Abgemessenheit und Verhältnismäßigkeit spielt für Platons Sokrates sowohl in der Weltordnung als auch im menschlichen Leben eine zentrale Rolle als Grundlage alles Guten und Schönen. Ihr wird die Unmäßigkeit hedonistischer Ausschweifung als Kontrast gegenübergestellt. Die Betonung der mathematischen Weltordnung und ihrer philosophischen Erforschung sowie des Gegensatzpaars Begrenztheit und Grenzenlosigkeit lässt den Einfluss pythagoreischen Gedankenguts erkennen.
Schwierigkeiten bereitet die Verbindung der von Platons Sokrates eingeführten vier Klassen des Seienden mit der platonischen Ideenlehre. Umstritten ist die Frage, ob die Klassen – oder zumindest ein Teil von ihnen – als Ideen aufzufassen sind. Insbesondere die Annahme, dass auch das Unbegrenzte eine Idee sei, ist problematisch und wird kontrovers diskutiert. Außerdem ist diskutiert worden, ob die Ideen in eine der vier Gattungen einzuordnen oder mit einer von ihnen zu identifizieren sind.
Außerdem ist unklar, welche Rolle die Ideenlehre im Philebos spielt. Da sie nicht ausdrücklich thematisiert wird, ist vermutet worden, dass sie hier nicht präsent sei. Diese Annahme passt zu der Hypothese, Platon habe sich in seiner letzten Schaffensperiode von der Ideenlehre distanziert, er habe sie aufgegeben oder zumindest für revisionsbedürftig gehalten. Allerdings legt sein Sokrates im Philebos großes Gewicht auf die Unterscheidung zwischen dem übergeordneten Bereich des unveränderlichen Seins und der von diesem abhängigen Welt des Entstehens und Vergehens. Somit hat Platon zumindest an einem Kernbestandteil des Konzepts, das der Ideenlehre zugrunde liegt, festgehalten. Die Frage, ob er seine Grundposition geändert hat, ist in der Forschung stark umstritten. Die Auffassung der „Unitarier“, die meinen, er habe durchgängig eine kohärente Sichtweise vertreten, steht der „Entwicklungshypothese“ der „Revisionisten“ entgegen, die ein Abrücken von der Ideenlehre oder zumindest von deren „klassischer“ Variante annehmen. Aus unitarischer Sicht wird das im Philebos dargelegte Weltbild als Antwort auf die Problematisierung der Ideenlehre im Dialog Parmenides interpretiert.
Formulierungen wie „Werden zum Sein“ (génesis eis ousían) deuten auf Platons Auseinandersetzung mit der Frage, wie der Zusammenhang zwischen den beiden wesensverschiedenen Bereichen des Seins und des Werdens zu erklären ist. Dieses Problem, das in der modernen Forschung mit dem Fachbegriff Chorismos bezeichnet wird, hat ihn stark beschäftigt.
Besonders intensiv wird über die schwierige Interpretation und die Schlüssigkeit von Sokrates’ Argumentation zur Begründung der „Falschheit“ von Lüsten diskutiert. Dabei geht es um die Fragen, was genau der Begriff „falsch“ in diesem Zusammenhang bedeutet und auf welchen Aspekt bestimmter Lüste er sich bezieht. Erörtert wird, ob für Platons Sokrates eine falsche Lust wegen ihres illusionären Charakters keine wirkliche Lust ist, sondern nur scheinbar zu den Lüsten zählt, oder ob es sich um eine Falschheit analog der Irrigkeit einer Meinung handelt. In letzterem Fall ist die Falschheit ein Defekt, der nicht verhindert, dass tatsächlich eine Lust vorliegt.
Ein weiteres Thema von kontroversen Debatten ist das Verhältnis der Metaphysik des Philebos zu Platons „ungeschriebener Lehre“ oder „Prinzipienlehre“, die er aus grundsätzlichen Erwägungen niemals schriftlich fixiert hat. Einer stark umstrittenen Forschungsmeinung zufolge kann diese Lehre aus einzelnen Andeutungen in den Dialogen und Angaben in sonstigen Quellen in den Grundzügen rekonstruiert werden („Tübinger und Mailänder Platonschule“, „Tübinger Paradigma“). Vertreter dieser Hypothese meinen auch im Philebos Hinweise auf die Prinzipienlehre entdeckt zu haben oder Äußerungen im Dialog im Licht der Prinzipienlehre erklären zu können. Nach einer auf diesem Verständnis basierenden Interpretation entsprechen die im Philebos verwendeten Ausdrücke „Begrenzung“ und „das Unbegrenzte“ den Begriffen „das Eine“ (to hen, Einheit) und „unbegrenzte“ oder „unbestimmte“ Zweiheit (ahóristos dyás) der Prinzipienlehre. Das „Mehr und Weniger“ im Philebos, die Steigerungs- und Verminderungsfähigkeit, ist demnach „das Große und Kleine“ oder „das Groß-Kleine“ (to méga kai to mikrón) der Prinzipienlehre; mit diesem Begriff soll Platon die unbestimmte Zweiheit beschrieben haben.
Ferner wird diskutiert, ob Platon eine Gesamtdeutung der Lust vorlegt, die alle Arten von Lust umfasst, oder ob die Arten für ihn so fundamental verschieden sind, dass er auf eine allgemeingültige Bestimmung der Natur der Lust verzichtet. Die erstgenannte Interpretation ist die traditionelle und vorherrschende.
Mark Moes stellt ein therapeutisches Ziel des Dialogs in den Vordergrund. Nach seiner Deutung geht es in erster Linie darum, dass Sokrates als Therapeut, als „Seelenarzt“ auftritt, der analog dem Vorgehen eines Arztes zuerst eine Diagnose stellt und sich dann der Therapie zuwendet. Demnach geht es um die Gesundheit der Seele, die Sokrates durch den Hedonismus geschädigt sieht. Seine Bemühungen zielen darauf ab, Protarchos zu heilen, indem er ihn zur rechten Lebensweise hinführt. Diese Wirkung soll auch bei hedonistisch gesinnten Lesern erzielt werden.

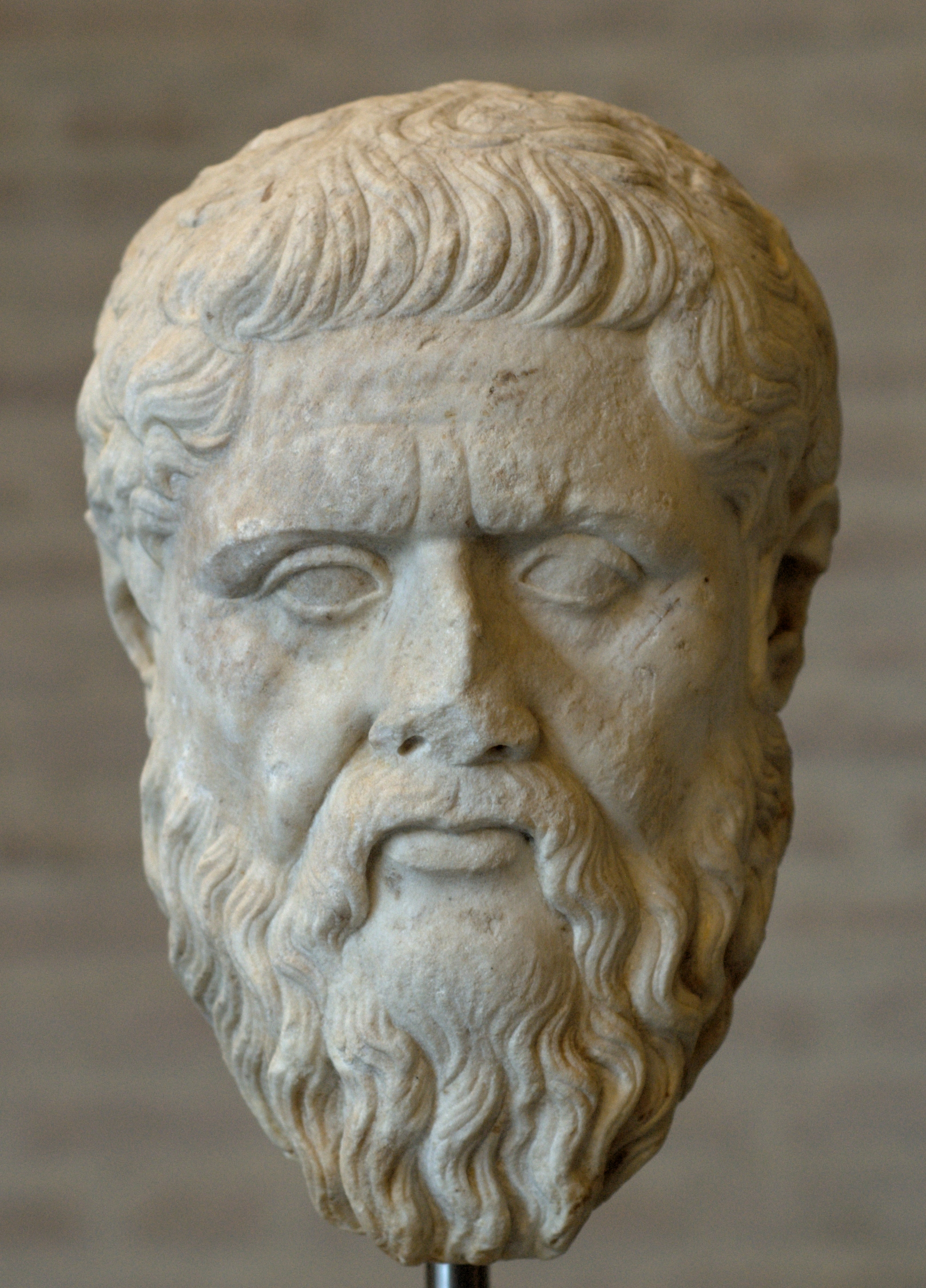
Platon (römische Kopie des griechischen Platonporträts des Silanion, Glyptothek München)

## Entstehung
In der Forschung besteht nahezu Einmütigkeit darüber, dass der Philebos zu den späten Dialogen Platons zählt. Dafür sprechen sowohl der sprachstatistische Befund als auch die inhaltliche Nähe zu anderen späten Werken, insbesondere zum Timaios. Allerdings ist die maßgebliche Rolle der Figur des Sokrates für das Spätwerk untypisch. Vereinzelt wird eine etwas frühere Datierung – Entstehung in der letzten Phase von Platons mittlerer Schaffensperiode – vorgezogen. Für eine genauere Einordnung innerhalb der Gruppe der späten Dialoge fehlt es an ausreichenden Anhaltspunkten. Die Hypothese, dass der Philebos Platons Reaktion auf den Hedonismus des Eudoxos von Knidos darstellt, hat zur Vermutung geführt, dass die Abfassung bald nach 360 v. Chr. zu datieren ist, doch ist dies sehr unsicher.

## Textüberlieferung
Die antike Textüberlieferung beschränkt sich auf wenige kleine Papyrus-Fragmente. Die älteste erhaltene mittelalterliche Philebos-Handschrift wurde im Jahr 895 im Byzantinischen Reich für Arethas von Caesarea angefertigt. Die Textüberlieferung des Philebos ist wegen mancher Korruptelen problematischer als diejenige anderer Dialoge, sie stellt somit die Textkritik vor besondere Herausforderungen.

## Rezeption

### Antike und Mittelalter
Platons Schüler Aristoteles setzte sich intensiv mit der platonischen Lustlehre auseinander. Dabei erwähnte er den Philebos zwar nirgends namentlich, doch nahm er öfters inhaltlich auf ihn Bezug. Außerdem hatte er ihn möglicherweise bei seinen Angaben über die ungeschriebene Lehre im Sinn. Aristoteles’ Schüler Theophrast widersprach der These von Platons Sokrates, es gebe eine falsche Lust, und bekannte sich zu der Auffassung des Protarchos, alle Lustaffekte seien „wahr“.
In der Tetralogienordnung der Werke Platons, die anscheinend im 1. Jahrhundert v. Chr. eingeführt wurde, gehört der Philebos zur dritten Tetralogie. Der Philosophiegeschichtsschreiber Diogenes Laertios zählte ihn zu den „ethischen“ Schriften und gab als Alternativtitel „Über die Lust“ an. Dabei berief er sich auf eine heute verlorene Schrift des Gelehrten Thrasyllos.
Der Rhetor und Literaturkritiker Dionysios von Halikarnassos schätzte den Philebos; er vermerkte lobend, Platon habe in diesem Werk den sokratischen Stil bewahrt. Der berühmte Arzt Galen verfasste eine heute verlorene Schrift „Über die Übergänge im Philebos“, worin er die Verfahren des Schließens im Dialog untersuchte.
In der Zeit des Mittelplatonismus (1. Jahrhundert v. Chr. bis 3. Jahrhundert) fand der Philebos bei den Platonikern anscheinend wenig Beachtung. Plutarch versuchte die vier Klassen des Seienden, die Platons Sokrates im Philebos unterscheidet, mit den im Dialog Sophistes benannten fünf „größten Gattungen“ zu verbinden, indem er eine fünfte Klasse hinzufügte und die Klassen als Abbilder der Gattungen deutete. Im 3. Jahrhundert verfasste ein in Athen lebender Mittelplatoniker namens Eubulos eine heute verlorene Schrift, in der er unter anderem den Philebos behandelte. Auch der Mittelplatoniker Demokritos, der ebenfalls im 3. Jahrhundert lebte, setzte sich mit dem Dialog auseinander; ob er einen Kommentar schrieb, ist unklar.
Ein stärkeres Interesse am Philebos zeigten die Neuplatoniker. Ihnen ging es insbesondere um die metaphysischen Aspekte des Dialogs, doch fanden auch die ethischen Beachtung. Plotin († 270), der Begründer des Neuplatonismus, nahm in seiner unter dem Titel Wie die Vielheit der Ideen zustande kam, und über das Gute überlieferten Abhandlung öfters auf den Philebos Bezug. Plotins bekanntester Schüler Porphyrios († 301/305) verfasste einen Philebos-Kommentar, von dem nur Fragmente überliefert sind. Möglicherweise hat auch sein Mitschüler Amelios Gentilianos einen Kommentar geschrieben. Porphyrios’ Schüler Iamblichos († um 320/325), ein führender Vertreter des spätantiken Neuplatonismus, ließ in seiner Schule den Philebos als einen der zwölf aus seiner Sicht wichtigsten Dialoge Platons studieren. Er verfasste einen Kommentar dazu, von dem nur wenige Fragmente überliefert sind. Auch die im 5. Jahrhundert in Athen lehrenden Neuplatoniker Proklos und Marinos von Neapolis kommentierten den Dialog. Marinos, ein Schüler des Proklos, verbrannte seinen langen Kommentar, nachdem der Philosoph Isidor, den er um eine Stellungnahme gebeten hatte, das Werk kritisiert und die Meinung geäußert hatte, der Kommentar des Proklos sei ausreichend. Vielleicht schrieben auch Theodoros von Asine und Syrianos Kommentare. Von diesem Schrifttum ist kein einziges Werk erhalten geblieben. Nur die Nachschrift einer Lehrveranstaltung des Damaskios († nach 538) über den Philebos ist erhalten. Sie wurde früher zu Unrecht Olympiodoros dem Jüngeren zugeschrieben. Damaskios nahm kritisch zur Philebos-Interpretation des Proklos Stellung.
Im Mittelalter war der Dialog zwar manchen byzantinischen Gelehrten bekannt, doch die lateinischsprachigen Gebildeten des Westens hatten keinen Zugang zu dem Werk.

### Frühe Neuzeit

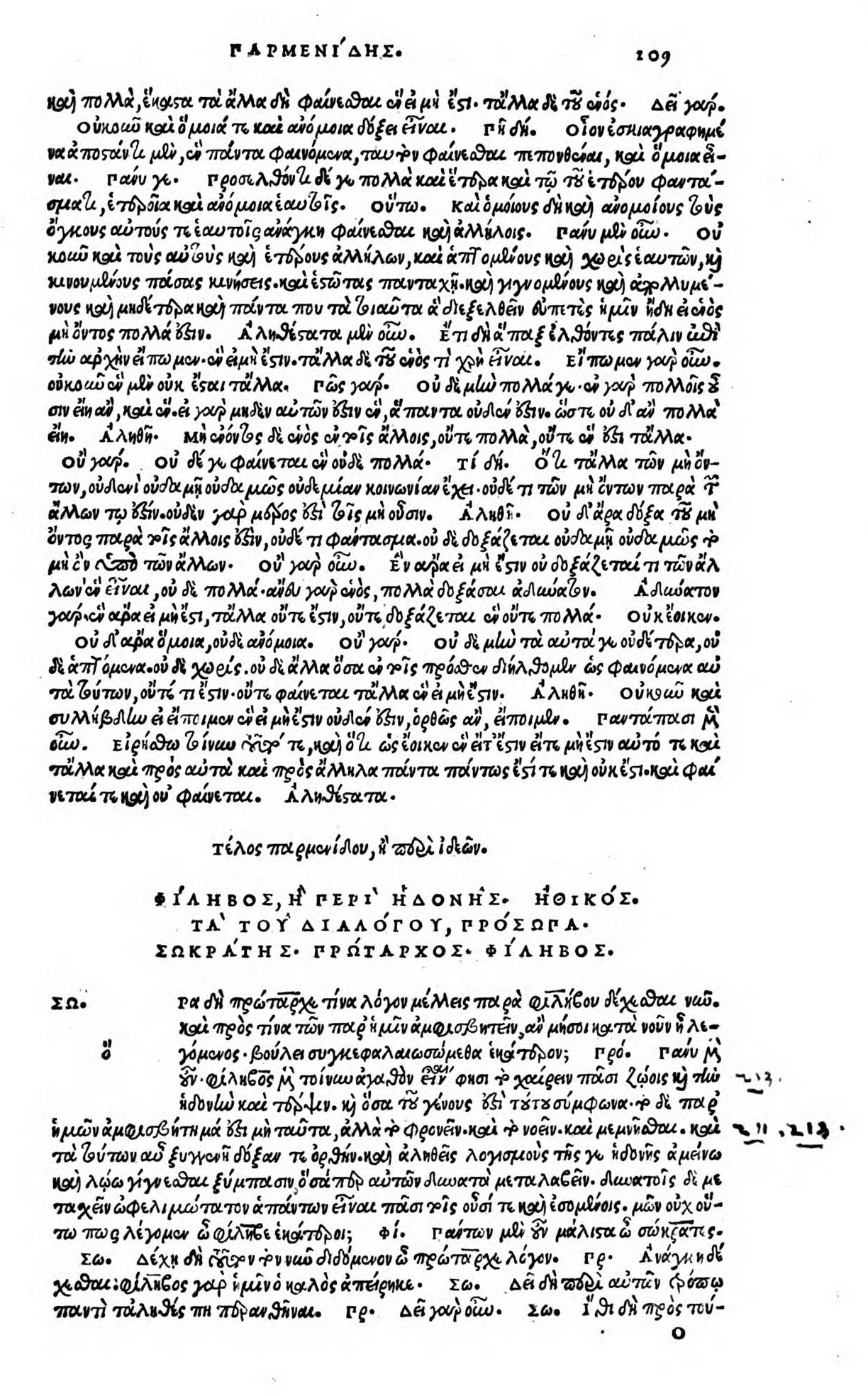
Der Anfang des Philebos in der Erstausgabe, Venedig 1513

Im Westen wurde der Philebos im Zeitalter des Renaissance-Humanismus wiederentdeckt. Der in Florenz tätige berühmte Humanist und Platon-Kenner Marsilio Ficino schätzte ihn sehr. Er fertigte eine lateinische Übersetzung an. Als sein Gönner, der Staatsmann Cosimo de’ Medici, im Juli 1464 auf dem Totenbett lag, las ihm Ficino den lateinischen Text vor. Schon Anfang 1464 hatte Cosimo sein besonderes Interesse am Philebos, „Platons Buch über das höchste Gut“, bekundet, da er nichts eifriger erstrebe als die Kenntnis des sichersten Weges zur Glückseligkeit. Ficino veröffentlichte den lateinischen Philebos 1484 in Florenz in der Gesamtausgabe seiner Platon-Übersetzungen. Außerdem verfasste er einen Kommentar zu dem Dialog, dessen dritte, endgültige Fassung 1496 gedruckt wurde, und hielt vor einem großen Publikum Vorträge über die im Philebos erörterten Fragen. Dabei ging es ihm darum, für den Platonismus zu werben und den Einfluss zeitgenössischer Aristoteliker zurückzudrängen.
Die Erstausgabe des griechischen Textes erschien im September 1513 in Venedig bei Aldo Manuzio als Teil der ersten Gesamtausgabe der Werke Platons. Der Herausgeber war Markos Musuros.
Thomas More legte in seinem 1516 veröffentlichten Dialog Utopia ein Lustkonzept dar, das seine Auseinandersetzung mit dem Gedankengut des Philebos erkennen lässt.

### Moderne
Philosophische Aspekte
Der Philebos gilt als anspruchsvoll und schwer verständlich. Schon 1809 bemerkte der einflussreiche Platon-Übersetzer Friedrich Schleiermacher in der Einleitung zur ersten Auflage seiner Übersetzung des Dialogs: „Von je her hat man dieses Gespräch für eines der wichtigsten, aber auch der schwersten unter den Werken des Platon angesehn.“ In der neueren Forschung wird aber hervorgehoben, dass der Aufbau des Philebos gut durchdacht sei. Gewürdigt werden unter anderem die Affektlehre und der Ansatz zu einer Theorie des Komischen, der den ersten überlieferten Versuch dieser Art bildet.
Georg Wilhelm Friedrich Hegel fand im Philebos „das Esoterische der Platonischen Philosophie“; darunter sei das Spekulative zu verstehen, das zwar publiziert sei, aber doch verborgen bleibe „für die, welche nicht das Interesse haben, es zu fassen“. Scheinbar gehöre das Vergnügen in den Kreis des Konkreten, doch müsse man wissen, dass die reinen Gedanken das Substantielle seien, wodurch über alles noch so Konkrete entschieden werde. Die Natur des Vergnügens ergebe sich aus der Natur des Unendlichen, Unbestimmten, zu dem es gehöre.
Friedrich Wilhelm Joseph Schelling schätzte den Philebos. In seinem 1794 verfassten Aufsatz Timaeus, einem Jugendwerk, setzte er sich mit der Frage nach dem Entstehen einer wahrnehmbaren Welt auseinander. Dabei zog er den Philebos heran. Sein besonderes Interesse galt den vier Gattungen, die er „allgemeine Weltbegriffe“ nannte, und dem „Werden zum Sein“. Er betonte, die vier Gattungen seien nicht als Begriffe von Entitäten zu verstehen, sie seien nicht Bezeichnungen für etwas Seiendes, sondern Kategorien für alles real Seiende. Das Unbegrenzte sei als das Prinzip der Realität alles Realen zu deuten, auch als Prinzip der Qualität, die Begrenzung als das Prinzip der Quantität und der Form alles Realen. In seinem Dialog Bruno (1802) nahm Schelling bei der Bestimmung des Gegenstands der Philosophie auf den Philebos Bezug.
1903 legte der Neukantianer Paul Natorp seine Abhandlung Platos Ideenlehre vor, in der er auch ausführlich auf den Philebos einging, den er als tief eindringende psychologische Untersuchung bezeichnete. Es handle sich um einen der wichtigsten Dialoge für die platonische Logik. Allerdings habe Platon bedauerlicherweise den Schritt zu einer Wissenschaft vom Werden, einer „logischen Grundlegung der Erfahrungswissenschaft“, trotz entscheidender Schritte in diese Richtung nicht vollzogen, sondern an einem schroffen Gegensatz von Wandelbarem und Unwandelbarem festgehalten.
Hans-Georg Gadamer untersuchte den Philebos in seiner 1931 publizierten Marburger Habilitationsschrift eingehend aus phänomenologischer Sicht. Auch später befasste er sich intensiv mit dem Dialog, den er hermeneutisch interpretierte. Er versuchte anhand des Philebos zu zeigen, dass die Idee des Guten nach Platons Auffassung im menschlichen Leben immanent und ein Aspekt gelebter Erfahrung sei. Damit rückte er Platons Denkweise in die Nähe derjenigen des Aristoteles; er meinte, im Philebos sei aristotelisches Gedankengut vorweggenommen. Mit diesem Ansatz der Habilitationsschrift stand er unter dem Einfluss seines Lehrers Martin Heidegger, von dessen Sichtweise er sich jedoch später teilweise distanzierte. Im Rahmen eines an Heidegger orientierten Verständnisses fand Gadamer Platons Gedanken einer „wahren“ oder „falschen“ Lust nachvollziehbar. Die so aufgefasste Lust sei „wahr, sofern in ihr Seiendes als erfreulich vermeint ist, das erfreulich ist“. Die Befindlichkeit der Lust sei immer „verstanden aus ihrem Entdeckthaben des Seienden, ‚an dem‘ man sie hat“. Platon sehe sie „als eine Weise des entdeckenden Begegnenlassens der Welt“. Dieses Lustkonzept entsprach Gadamers eigener Auffassung; er nahm mit Heidegger an, Affekte seien eine eigene Weise des Entdeckens von Seiendem, unabhängig von ihrer Verbindung mit Meinungen. Außerdem vertrat Gadamer die Gleichsetzung des Guten mit dem Schönen, womit er die platonische Ethik „ästhetisierte“. Die Auseinandersetzung mit dem Philebos, insbesondere mit dem dort vorgetragenen Dialektikverständnis, spielte in der Entwicklung von Gadamers Philosophie eine wesentliche Rolle.
Der Philosoph Herbert Marcuse befasste sich in seiner 1938 veröffentlichten Schrift Zur Kritik des Hedonismus mit dem Philebos. Er befand, Platon habe als erster Denker den Begriff des wahren und falschen Bedürfnisses, der wahren und falschen Lust erarbeitet und damit Wahrheit und Falschheit als Kategorien eingeführt, die auf jede einzelne Lust anwendbar seien. Damit werde das Glück dem Kriterium der Wahrheit unterworfen. Die Lust müsse der Unterscheidung nach Wahrheit und Falschheit, Recht und Unrecht zugänglich sein, anderenfalls sei das Glück untrennbar mit dem Unglück verbunden. Der Grund der Unterscheidung könne jedoch nicht in der einzelnen Lustempfindung als solcher liegen. Vielmehr werde eine Lust dann unwahr, wenn das von ihr gemeinte Objekt „an sich“ gar nicht lustvoll sei. Die Wahrheitsfrage betreffe aber nicht nur das Objekt, sondern auch das Subjekt der Lust. Platon verbinde das Gutsein des Menschen mit der Wahrheit der Lust und mache so aus der Lust ein moralisches Problem. Damit werde die Lust unter den Anspruch der Gesellschaft gestellt und trete in den Bereich der Pflicht. Indem Platon der „reinen“ Lust, die er als einzige gutheißt, ausschließlich unlebendige Gegenstände als Objekte zuweise, also die vom gesellschaftlichen Lebensprozess am weitesten entfernten Dinge, trenne er sie „von allen wesentlichen personalen Beziehungen“.
Der amerikanische Philosoph Donald Davidson, ein einflussreicher Vertreter der analytischen Philosophie, wurde 1949 an der Universität Harvard mit einer Dissertation über den Philebos promoviert. Er vertrat eine „revisionistische“ Position: Platon habe, als er diesen Dialog schrieb, nicht mehr geglaubt, die Ideenlehre könne die Hauptgrundlage eines Ethikkonzepts sein. Den Gedanken einer engen Verbindung zwischen Ideen und Werten habe er aufgegeben. Daher habe er einen neuen Ansatz für seine Ethik finden müssen.
Jacques Derrida befasste sich in seinem Essai La double séance („Die zweifache Séance“), der ein Teil seines 1972 publizierten Werks La dissémination ist, mit der Schriftlichkeit und der Mimesis. Als Ausgangspunkt wählte er die Stelle im Philebos, wo die Seele mit einem Buch verglichen wird, das Aufzeichnungen eines Schreibers und Bilder eines Malers enthält.
William K. C. Guthrie tadelte einen Mangel an Eindeutigkeit in der Terminologie des Philebos, insbesondere hinsichtlich des Begriffs „Lust“, und meinte, die Argumentation des Sokrates sei nicht überzeugend; seine Ausführungen seien eher ein Glaubensbekenntnis als eine philosophische Untersuchung. Protarchos sei im Gegensatz zu Philebos kein echter Hedonist, denn ein solcher hätte seine Position entschiedener verteidigt.
Der Philosoph Karl-Heinz Volkmann-Schluck zählte die im Philebos gebotene Wesensanalyse der Lust „zu dem Größten, was Plato gedacht hat“. Sie sei von Aristoteles fortgesetzt worden, dann aber als zentrales Thema des philosophischen Denkens verschwunden. Erst Friedrich Nietzsche habe das Thema wieder in Angriff genommen.
Literarische Aspekte
Friedrich Schleiermacher, der den Inhalt des Philebos schätzte, äußerte sich über die literarische Qualität abfällig. Er befand, der Dialog gewähre unter diesem Gesichtspunkt keinen reinen Genuss, wie man ihn von anderen Werken Platons gewohnt sei; der dialogische Charakter trete nicht recht hervor, das Dialogische sei nur noch eine äußere Form. In diesem Sinne äußerte sich auch der renommierte Philologe Ulrich von Wilamowitz-Moellendorff, der die literarische Gestaltung ebenfalls missbilligte; es sei eine Schuldisputation ohne künstlerischen Reiz und nur der Schatten eines sokratischen Dialogs. Die Gesprächsform sei erstarrt, die dramatische Kraft erloschen. Zur Sache habe Platon aber Bedeutendes zu sagen. Nietzsche hielt das „Frage- und Antwortenspiel“ für eine „durchsichtige Hülle für die Mittheilung fertiger Constructionen“. Anderer Ansicht war Paul Friedländer; er meinte, die künstlerische Qualität werde von modernen Lesern meist verkannt. Das mangelnde Verständnis für die „dialogische Lebendigkeit“ zeige sich an der verfehlten Interpunktion in den Textausgaben. Olof Gigon urteilte, die Szenerie wirke nur auf den ersten Blick lebendig, die Lebendigkeit sei bloßer Schein. Es seien keine wirklichen Porträts gezeichnet, sondern es werde gleichsam eine szenische Apparatur routinemäßig abgespielt.

## Ausgaben und Übersetzungen
- Gunther Eigler (Hrsg.): Platon: Werke in acht Bänden. Bd. 7, 4. Auflage. Wissenschaftliche Buchgesellschaft, Darmstadt 2005, ISBN 3-534-19095-5, S. 255–443, 447–449 (Abdruck der kritischen Ausgabe von Auguste Diès, 4. Auflage, Paris 1966, mit der deutschen Übersetzung von Friedrich Schleiermacher, 3. Auflage, Berlin 1861).
- Otto Apelt (Übersetzer): Platon: Philebos. In: Otto Apelt (Hrsg.): Platon: Sämtliche Dialoge. Bd. 4, Meiner, Hamburg 2004, ISBN 3-7873-1156-4 (Übersetzung mit Einleitung und Erläuterungen; Nachdruck der 2., verbesserten Auflage, Leipzig 1922).
- Dorothea Frede (Übersetzerin): Platon: Philebos. Übersetzung und Kommentar (= Platon: Werke. Übersetzung und Kommentar, hrsg. von Ernst Heitsch und Carl Werner Müller, Bd. III 2). Vandenhoeck & Ruprecht, Göttingen 1997, ISBN 3-525-30409-9.
- Ludwig Georgii (Übersetzer): Philebos. In: Erich Loewenthal (Hrsg.): Platon: Sämtliche Werke in drei Bänden. Bd. 3, unveränderter Nachdruck der 8., durchgesehenen Auflage. Wissenschaftliche Buchgesellschaft, Darmstadt 2004, ISBN 3-534-17918-8, S. 5–90.
- Rudolf Rufener (Übersetzer): Platon: Spätdialoge II (= Jubiläumsausgabe sämtlicher Werke, Bd. 6). Artemis, Zürich/München 1974, ISBN 3-7608-3640-2, S. 3–103 (mit Einleitung von Olof Gigon S. VII–XXVI).